# Jean Louis Marie Poiret
Jean Louis Marie Poiret (Sant Quintí, 11 de juny del 1755 – París, 7 d'abril del 1834) va ser un clergue, botànic i explorador francès.
Des de 1785 fins a 1786 va ser enviat pel rei Louis XVI a Algèria per estudiar-ne la flora. Durant la Revolució francesa es secularitzà i es va casar. Va ser professor d'història natural a l'École Centrale de l'Aisne.

## Obres
Selecció
- Le chevalier de Lamarck; Poiret (coautor a partir del volum V), J.L.M.. Encyclopédie méthodique: Botanique.  París-Liège: Panckoucke-Plomteux, 1783–1808.
  - Le chevalier de Lamarck; Poiret, J.L.M.. Encyclopédie méthodique: Botanique, supplément.  París: H. Agasse, 1810-1817.
- Voyage en Barbarie, ou Lettres écrites de l'ancienne Numidie pendant les années 1785 & 1786, sur la Religion, les Coutumes & les mœurs des Maures & des Arabes Bédouins, avec un Essai sur l'histoire naturelle de ce Pays.  París: chez J.B.F. Née de la Rochelle, 1789.
- Coquilles fluviatiles et terrestres observées dans le département de l'Aisne et aux environs de Paris. Prodrome.  París: Barrois, An IX (1801).
- Chaumeton, François Pierre (dir); Poiret, J.L.M. (vols. 3 a 7). Flore médicale.  París: Panckoucke, 1814-1820.
- Leçons de flore: Cours complet de botanique.  París: Panckoucke, 1819–1820. (il. per Pierre Jean François Turpin)
- Histoire philosophique, littéraire, économique des plantes d'Europe.  París: Ladrange & Verdière, 1825–1829.

## Honors
- "Poiretia, la revue naturaliste du Maghreb" és una revista en línia d'història natural creada l'any 2008 (en francès). El nom de la revista està dedicat a Poiret, especialment per la seva obra Voyage en Barbarie publicada el 1789.
- El gènere Poiretia (una lleguminosa de la subfamília Fabòidia) li va ser dedicat per Étienne Pierre Ventenat.